# Edel
Edel, повна назва Edel SE & Co. KGaA — німецька медіакомпанія, заснована 1986 року.

## Історія
Засновником Edel став Майкл Хентьєс, колишній співробітник музичної компанії WEA. 1986 року він заснував свою компанію, яка продавала музичні записи. Спочатку Хентьєс був єдиним працівником, але невдовзі відкрив відділення Edel в інших європейських країнах. На початку 1990-х років компанія почала шукати нових музичних виконавців та видавати їхні альбоми, концентруючись спочатку на класичній музиці, а потім на попмузиці. Серед артистів лейблу — Аарон Картер, Дженніфер Пейдж, Голлі Джонсон, Тоні ді Барт, Sash!, гурт Scooter. На початку 2000-х років Edel були одним з найбільших незалежних лейблів звукозапису Німеччини.
Станом на середину 2020-х років компанія складається з трьох основних підрозділів: Edel Music, Edel Books та Edel Entertainment. Вона спеціалізується на видавництві, маркетингу та розповсюдженні медіаматеріалів, включаючи платівки, компакт-диски та книги, та містить понад 1000 співробітників.

## Лейбли звукозапису
Станом на 2024 рік Edel Music містить наступні лейбли звукозапису:
- Berlin Classics — класична музика.
- Brilliant Classics — класична музика та джаз.
- earMUSIC — рок- та попмузика.
- Kontor Records — танцювальна музика та техно.
- MPS Records — джаз.
- Neue Meister Music — музика молодих виконавців.
- Arising Empire — панк-рок, рок-музика та металкор[5].